# Busana
Busana is een municipio en voormalige gemeente in de Italiaanse provincie Reggio Emilia (regio Emilia-Romagna) en telt 1350 inwoners (31-12-2004). De oppervlakte bedraagt 30,4 km², de bevolkingsdichtheid is 45 inwoners per km². Busano fuseerde op 1 januari 2016 met Collagna, Ligonchio en Ramiseto om de fusiegemeente Ventasso te vormen.
De volgende frazioni maken deel uit van Busana: Ca' Ferrari, Casale, Cervarezza, Frassinedolo, Marmoreto, Nismozza, Talada.

## Demografie
Busana telt ongeveer 648 huishoudens. Het aantal inwoners daalde in de periode 1991-2001 met 3,8% volgens cijfers uit de tienjaarlijkse volkstellingen van ISTAT.
| Jaar | Inwoneraantal |
| ---- | ------------- |
| 1991 | 1405          |
| 2001 | 1352          |

## Geografie
De municipio ligt op ongeveer 850 m boven zeeniveau.
Busana grenst aan de gemeenten Castelnovo ne' Monti in het noorden en Villa Minozzo in het oosten en de drie andere municipi Collagna, Ligonchio en Ramiseto van Ventasso.

Municipi van Ventasso:
Ramiseto
Busana
Collagna
Ligonchio

- Gemeinsame Normdatei: 10187623-3
- Virtual International Authority File: 154625227